# 魔法少女リリカルなのは15周年記念イベント「リリカル☆ライブ」
『魔法少女リリカルなのは15周年記念イベント「リリカル☆ライブ」』（まほうしょうじょリリカルなのは 15しゅうねんきねんイベント リリカルライブ）は、2020年1月18日から1月19日にかけて国立代々木競技場第一体育館にて開催された『魔法少女リリカルなのはシリーズ』のライブイベント、およびそれを収録したライブBlu-ray Disc。

## 概要
テレビアニメ『魔法少女リリカルなのはシリーズ』放送開始15周年を記念して開催された、同シリーズの主題歌歌手・出演声優によるコンサートで、作品のイベントとしては2018年5月13日開催の『リリカル☆パーティVI』以来約2年ぶりの開催となる。
2019年5月18日に『魔法少女リリカルなのは Detonation』公式サイトで本公演の開催を発表。
国立代々木競技場第一体育館にて2020年1月18日から翌日1月19日にわたる2日間2公演開催となり、出演者16人（DAY1：16人、DAY2：14人）によるライブを上演。DAY2にて全出演者がステージから退いた後、「リリカルなのは新プロジェクト」始動の発表が行われた。
2020年9月30日に、本公演を収録したBlu-ray Discがリリースされる（後述）。

## 出演者
出演者は以下の通り。
- 田村ゆかり
- 水樹奈々
- 植田佳奈
- 清水香里
- 真田アサミ
- 柚木涼香
- 一条和矢
- 小林沙苗
- ゆかな
- 斎藤千和
- 中原麻衣
- 井上麻里奈
- 高橋美佳子
- 日笠陽子（DAY1のみ）
- 阿澄佳奈（DAY1のみ）
- 小倉唯

## セットリスト
セットリストは以下の通り。太字はBlu-ray Disc収録。

### DAY1
1. PHANTOM MINDS
歌 - 田村ゆかり、水樹奈々
2. My wish My love
歌 - 田村ゆかり、水樹奈々
3. 真紅の花
歌 - ヴィータ（真田アサミ）
4. 旅の標
歌 - シャマル（柚木涼香）
5. 無限の旅路〜友へ〜
歌 - シグナム（清水香里）
6. 小さな誓い
歌 - リインフォースII（ゆかな）
7. Snow Rain Ver.eins
歌 - リインフォースI（小林沙苗）
8. 星に祈りを（Kuru×2 mix）
歌 - 八神はやて（植田佳奈）、シグナム（清水香里）、ヴィータ（真田アサミ）、シャマル（柚木涼香）、ザフィーラ（一条和矢）、リインフォースI（小林沙苗）、リインフォースII（ゆかな）
9. Flying high! 
歌 - 高町なのは（田村ゆかり）
10. 魔法の言葉〜Lyrical harmony〜
歌 - 高町なのは（田村ゆかり）
11. Skyblue gradation
歌 - フェイト・T・ハラオウン（水樹奈々）
12. Endless Chain（Glory Graduation ver.）
歌 - フェイト・T・ハラオウン（水樹奈々）
13. To The Real
歌 - スバル・ナカジマ（斎藤千和）、ティアナ･ランスター（中原麻衣）、エリオ・モンディアル（井上麻里奈）、キャロ・ル・ルシエ（高橋美佳子）
14. Daylight on Brave
歌 - イリス（日笠陽子）[注 1]
15. Winds on hope〜荒野の果てへ〜
歌 - イリス（日笠陽子）、ユーリ（阿澄佳奈）
16. Future Strike
歌 - 小倉唯
17. Shiny Sky Memories
歌 - リンネ・ベルリネッタ（小倉唯）
18. Snow Rain
歌 - 八神はやて（植田佳奈）
19. 暁の祈り
歌 - ディアーチェ（植田佳奈）
20. いつか逢えるから
歌 - 八神はやて（植田佳奈）、リインフォースI（小林沙苗）
21. Pray
歌 - 水樹奈々
22. GET BACK
歌 - 水樹奈々
23. innocent starter
歌 - 水樹奈々
24. NEVER SURRENDER
歌 - 水樹奈々
25. ETERNAL BLAZE
歌 - 水樹奈々
26. 星空のSpica
歌 - 田村ゆかり
27. Beautiful Amulet
歌 - 田村ゆかり
28. 微笑みのプルマージュ
歌 - 田村ゆかり
29. Little Wish 〜lyrical step〜
歌 - 田村ゆかり
30. Brand new Days（ENCORE）
歌 - 高町なのは（田村ゆかり）、フェイト・T・ハラオウン（水樹奈々）
31. 小さな魔法〜Lyrical Flower〜（ENCORE）
歌 - 出演者全員

### DAY2
1. PHANTOM MINDS
歌 - 田村ゆかり、水樹奈々
2. My wish My love
歌 - 田村ゆかり、水樹奈々
3. 真紅の花
歌 - ヴィータ（真田アサミ）
4. 旅の標
歌 - シャマル（柚木涼香）
5. 無限の旅路〜友へ〜
歌 - シグナム（清水香里）
6. 小さな誓い
歌 - リインフォースII（ゆかな）
7. Snow Rain Ver.ein
歌 - リインフォースI（小林沙苗）
8. 星に祈りを（Kuru×2 mix）
歌 - 八神はやて（植田佳奈）、シグナム（清水香里）、ヴィータ（真田アサミ）、シャマル（柚木涼香）、ザフィーラ（一条和矢）、リインフォースI（小林沙苗）、リインフォースII（ゆかな）
9. 真夏のHoney Days 
歌 - 高町なのは（田村ゆかり）
10. 魔法の言葉〜Lyrical harmony〜
歌 - 高町なのは（田村ゆかり）
11. 君がくれた奇跡
歌 - フェイト・T・ハラオウン（水樹奈々）
12. Endless Chain（Glory Graduation ver.）
歌 - フェイト・T・ハラオウン（水樹奈々）
13. To The Real
歌 - スバル・ナカジマ（斎藤千和）、ティアナ･ランスター（中原麻衣）、エリオ・モンディアル（井上麻里奈）、キャロ・ル・ルシエ（高橋美佳子）
14. Future Strike
歌 - 小倉唯
15. Shiny Sky Memories
歌 - リンネ・ベルリネッタ（小倉唯）
16. あなたを想う
歌 - 八神はやて（植田佳奈）
17. いつか逢えるから
歌 - 八神はやて（植田佳奈）、リインフォースI（小林沙苗）
18. Snow Rain
歌 - 八神はやて（植田佳奈）、リインフォースI（小林沙苗）、リインフォースⅡ（ゆかな）[注 2]
19. BRAVE PHOENIX
歌 - 水樹奈々
20. Don't be long
歌 - 水樹奈々
21. innocent starter
歌 - 水樹奈々
22. NEVER SURRENDER
歌 - 水樹奈々
23. ETERNAL BLAZE
歌 - 水樹奈々
24. 星空のSpica
歌 - 田村ゆかり
25. Beautiful Amulet
歌 - 田村ゆかり
26. Spiritual Garden
歌 - 田村ゆかり
27. Little Wish 〜lyrical step〜
歌 - 田村ゆかり
28. Brand new Days（ENCORE）
歌 - 高町なのは（田村ゆかり）、フェイト・T・ハラオウン（水樹奈々）
29. 暁の祈り〜Ver.Trinity Hearts（ENCORE）
歌 - ディアーチェ（植田佳奈）、シュテル（田村ゆかり）、レヴィ（水樹奈々）
30. 小さな魔法〜Lyrical Flower〜（ENCORE）
歌 - 出演者全員

## BD
2020年9月30日に、本公演を収録したBlu-ray Discがキングレコードより発売された。リリカルなのはのイベントのみを収録した映像作品としては今作がシリーズ初である。収録内容はDAY2の模様がDisc1に収録され、Disc2にはDAY1のみで披露した曲が収録されているBlu-ray Disc2枚組仕様。初回特典は橋立佳奈描き下ろし特製BOX、藤真拓哉描き下ろしデジパック仕様、LIVEフォトブック封入。